# Le Monde des sciences
Le Monde des sciences est un magazine bimestriel de presse écrite français fondé en 2012 par le journaliste Gilles Harpoutian, et édité par la société de presse Mondeo Publishing. Il est destiné à la vulgarisation de l'actualité scientifique ; c'est l'édition française de l'hebdomadaire britannique New Scientist,.

## Concept
Le Monde des sciences se définit comme le magazine du journalisme scientifique d’investigation. Il traite de l'actualité de l'ensemble des grandes disciplines scientifiques dans le monde.
Il réunit plus de 500 000 lecteurs à chaque parution.

## Exemples de sujets traités
- U-BIT, l’entité mathématique la plus puissante de l’Univers : Et si, dans l’ombre, un être mathématique invisible tirait les ficelles de l’Univers ?
- L’homme déshumanisé : Pourquoi avons-nous tendance à percevoir ceux qui ne font pas partie de notre groupe comme moins humains que nous ?
- La Sonde Voyager 1 est-elle vraiment sortie du système solaire ? Pour en être sûr, il faudrait déjà savoir situer sa frontière.
- La ré-volt médicale : Peu à peu, les chercheurs prennent conscience du potentiel des signaux électriques dans le traitement de maladies chroniques, voire du cancer.
- Les invertébrés perçoivent-ils la douleur? Plus nous en apprenons sur ces petites créatures, et plus ces questions méritent réflexion.
- Vers un monde de robots : Andrew McAfee nous explique en quoi l’apparition des robots risque de changer pour toujours le monde du travail.
- La matière noire n’existe pas : Mordehai Milgrom nous explique pourquoi il faut adopter une nouvelle théorie.
- Réseaux : Pour améliorer leur fonctionnement, le plus efficace est souvent de faire au plus simple.
- Le magnétisme, la force oubliée : La gravité n’est pas la seule force à façonner l’Univers. Longtemps oublié, le magnétisme revient sur le devant de la scène cosmique.